# Tebikerai
Tebikerai är en ö i Kiribati.  Den ligger i örådet Maiana och ögruppen Gilbertöarna, i den södra delen av landet, 40 km söder om huvudstaden Tarawa. Arean är 0,43 kvadratkilometer.
Terrängen på Tebikerai är platt. Öns högsta punkt är 17 meter över havet. Den sträcker sig 1,1 kilometer i nord-sydlig riktning, och 0,7 kilometer i öst-västlig riktning.